# Архитектура Аргентины
Архитектура Аргентины началась в начале испанской колонизации, а в XVIII веке города страны достигли своего великолепия. Такие города, как Кордова, Сальта, Мендоса, а также Буэнос-Айрес сохранили большую часть своей исторической испанской колониальной архитектуры, несмотря на их городской рост.

## История
Простота стиля барокко ярко заметна в Буэнос-Айресе, в работах итальянских архитекторов, таких как Андре бланки и Антонио Маселла, в церквях Сан-Игнасио, Нуэстра-Сеньора-дель-Пилар, Кафедральном соборе Буэнос-Айреса и ратуше Буэнос-Айреса.
Итальянское и французское влияние усилилось после войн за независимость в начале XIX века, хотя академический стиль сохранялся вплоть до первых десятилетий XX века. Попытки реконструкции имели место во второй половине XIX века и начале XX, когда европейские тенденции проникли в страну, отразившись в многочисленных важных зданиях Буэнос-Айреса, таких как Церковь Санта-Феличитам Эрнесто Бунге; Паласио Корреос и Верховный суд Аргентины; Национальный Конгресс в исполнении Витторио Меано и театр «Колон» в исполнении Франческо Тамбурини.
Ряд молодых итальянских архитекторов, в том числе Вирджинио Коломбо, Франсиско Джанотти и Марио Паланти, которые проектировали итальянский павильон для выставки «Интернациональ Дель Сентенарио» (1910), сделали успешную карьеру в Буэнос-Айресе, работая в различных стилях, включая модерн. Их здания были одними из самых важных зданий XX века в Буэнос-Айресе, и те, которые остаются, продолжают играть значительную роль в определении архитектурного ландшафта города.
Архитектура второй половины XX века продолжала адаптировать французскую неоклассическую архитектуру, такую как штаб-квартира Национального банка Аргентины, построенная Алехандро Бустильо, и Музей искусства Испании Фернандеса Бланко, построенный Мартином Ноэлем.
Однако после начала 1930-х годов влияние рационалистической архитектуры и Ле Корбюзье стало доминирующим среди местных архитекторов, среди которых Альберто Пребиш и Амансио Вильямс выделяются в этом новом ключе. Строительство небоскрёбов в Буэнос-Айресе началось после 1950 года, хотя новое поколение стало отвергать их «жестокость» и пыталось найти архитектурную идентичность. Этот поиск идентичности отражен в здании Banco de Londres, построенном в 1967 году Клориндо Тестой вместе с Диего Перальтой Рамосом, Альфредо Агостини и Сантьяго Санчесом Элиа. В последующие десятилетия новые поколения архитекторов, как всегда, включили в себя европейские авангардистские стили и новые техники.
Начиная со второй половины XX века, аргентинские архитекторы стали более заметными в разработке проектов элитной недвижимости в стране, таких как Le Parc tower и Torre Aqualina, а также во всем мире, прежде всего в Wells Fargo Center и Башни Петронас, автором обоих проектов является Сесар Пелли.
Аргентинские кварталы характеризуются очень независимыми проектами для каждого здания. Большинство домов имеют индивидуальный дизайн. Жилье одинаковой застройки почти не существует, как правило, оно зарезервировано для субсидируемых домов, сделанных государством для самых бедных.